# High Card (Franchise)
High Card ist ein japanisches Medienfranchise, zu dem seit 2022 ein Manga, ein Anime und ein Hörspiel erschienen sind. Die Geschichten sind vom Poker-Spiel inspiriert und spielen in einer Fantasy-Welt in einem fiktiven europäischen Königreich. Dort verleihen 52 Spielkarten übernatürliche Fähigkeiten, weswegen königliche Agenten nach diesen Karten fahnden und sie sammeln. 

## Inhalt
Nach dem Tod seiner Eltern ist Finn Oldman in einem Waisenhaus aufgewachsen. Nun als fast Erwachsener will er helfen, es zu erhalten, und ist daher auf der Suche nach einem Weg, schnell Geld zu machen. Er versucht sich an Diebstahl und Glücksspiel. In einer Spielhalle gerät er in einen Kampf um einen Mann, der übernatürlich großes Glück hat. Er wird schließlich von einem anderen auf grausame, ebenso übernatürliche Weise getötet. In den Kampf mischt sich ein Dritter ein, Chris Redgrave, der sich von jeder Verletzung regenerieren kann. Stets setzen sie Spielkarten ein, von denen Finn dann eine stiehlt. Doch es kommt zur Konfrontation und Finn kann mit einer Karte in seinem Besitz einen Revolver beschwören. Doch er wird überwältigt und zum Hauptquartier der High Card gebracht, zu denen Chris gehört. Die Gruppe hat vom König die Aufgabe erhalten, die 52 X-Playing Cards zu sammeln, die übernatürliche Fähigkeiten verleihen. Wer mit ihnen eine Bindung eingeht und sie einsetzen kann, wird Player genannt. Finn jedoch wird seine nicht abgenommen, sondern angeboten, bei ihnen einzusteigen. Da er das Geld gut gebrauchen kann, willigt er ein. Nach außen handelt es sich um einen Laden für Luxusautos, geführt von Leo Constantine Pinochle, dem jungen Erben des Pinochle-Konzerns. Sein Vater Theodore Constantine Pinochle ist im Geheimen auch der Anführer der High Cards. Der Frauenheld Chris Redgrave wird – zunächst widerwillig – Finns Partner und Mentor.
So wird Finn in ein abenteuerliches neues Leben gezogen. Er baut schnell eine enge Freundschaft zu Chris auf und lernt seine beiden anderen Kollegen kennen: Wendy Sato ist eine junge Schwertkämpferin, die beim Einsatz ihrer Karte jedoch die Kontrolle verliert. Vijay Kumar Singh ist distanziert, aber freundlich. Seine Karte erlaubt ihm das beliebige Wachsenlassen von Pflanzen. Mit Leo Pinochle ist er seit dessen Kindheit verbunden. Dessen Karte erlaubt ihm, mit Geld alles sofort herbeizubeschwören, was den entsprechenden Gegenwert hat. Bei ihren Einsätzen zum Sammeln der Karten geraten sie immer wieder an die Machenschaften von Ban Klondike. Er sammelt ebenfalls Karten, ist in viele kriminelle Machenschaften verwickelt, pflegt aber auch enge Beziehungen zur Politik. Er war in den Vorfall verwickelt, bei dem vor einigen Jahren viele Karten aus der Schatzkammer des Königs gestohlen wurden und sich danach über das ganze Land verteilten. Klondikes Machenschaften und die Vorfälle, in die die High Card verwickelt sind, erregen auch die Aufmerksamkeit der jungen Polizistin Sugar Peace. Sie will die Fälle, die offenbar vertuscht werden, aufklären, scheitert aber am Einfluss von Klondike und dem Königshaus. Ihr Vorgesetzter Greg Young will sie eigentlich unterstützen, ist in all dies jedoch längst verwickelt.

## Veröffentlichungen
Das Franchise wurde im Juni 2021 erstmals angekündigt, als gemeinsames Projekt von Kadokawa, TMS Entertainment und Sammy Corporation. Die auf dem Spiel Poker basierenden Geschichten sollten als Anime, Manga und Romane erscheinen. Das Konzept entwarfen die Geschwister Homura Kawamoto und Hikaru Muno sowie der Designer Ebimo. Die Autoren nannten zudem auch die Kingsman-Filmreihe als ihre Inspiration. Zuerst kam am 3. Dezember 2021 ein Hörspiel auf CD heraus. Dann startete im August 2022 im Magazin Manga Up! bei Square Enix eine Mangaserie, geschrieben von Homura Kawamoto und gezeichnet von Ebimo. Die Kapitel wurden auch gesammelt in bisher drei Bänden veröffentlicht.
Bei Studio Hibari entstand eine Animeserie zum Franchise, die schließlich 25 Folgen in zwei Staffeln umfassen sollte. Regie führte Junichi Wada und die Drehbücher schrieb Naoki Kuroyanagi. Das Charakterdesign aus dem Manga wurde von Nozomi Kawano adaptiert, während die künstlerische Leitung bei Akira Suzuki und Minoru Ōnishi lag. Die Computeranimationen leitete Masafumi Uchiyama und für die Kameraführung war Tomoyuki Kunii verantwortlich. Tonregie führte Shōji Hata. Die erste Staffel mit 12 Folgen wurde vom 9. Januar bis 27. März 2023 von AT-X, BS11, Tokyo MX, Sun TV, KBS Kyōto und TV Aichi in Japan gezeigt. Es folgte eine zweite Staffel vom 8. Januar bis 25. März 2024 sowie eine Sonderfolge am 5. November 2024. International wurde die Serie von der Plattform Crunchyroll veröffentlicht, darunter auch mit deutschen Untertiteln. Darüber hinaus entstand eine englische Synchronfassung.

### Synchronisation
| Rolle                         | japanischer Sprecher (Seiyū) |
| ----------------------------- | ---------------------------- |
| Finn Oldman                   | Gen Sato                     |
| Chris Redgrave                | Toshiki Masuda               |
| Leo Constantine Pinochle      | Shun Horie                   |
| Wendy Sato                    | Haruka Shiraishi             |
| Vijay Kumar Singh             | Yūichirō Umehara             |
| Ban Klondike                  | Tomokazu Seki                |
| Theodore Constantine Pinochle | Daisuke Ono                  |

### Musik
Die Musik der Serie stammt von Ryō Takahashi. Die Vorspannlieder sind Trickster sowie Showdown von Five New Old, die Abspannlieder sind Squad! von Meychan und Hakuchūmu von Raon.